# گونزالو مارزا
گونزالو مارزا(انگلیسی: Gonzalo Marzá; ۱۰ آوریل ۱۹۱۵ – ۶ سپتامبر ۱۹۹۶) بازیکن فوتبال اهل اسپانیا بود.
از باشگاه‌هایی که در آن بازی کرده‌است می‌توان به باشگاه فوتبال رئال مادرید، باشگاه فوتبال سلتاویگو و باشگاه فوتبال اوساسونا اشاره کرد.

## زندگی‌نامه
گونزالو مارزا در سال ۱۹۳۶ عضو ویارئال بود، اگرچه پس از شروع جنگ داخلی اسپانیا مجبور شد باشگاه را ترک کند. پس از پایان جنگ، گونزالو با کاستیون به دنیای فوتبال بازگشت و یک فصل در آنجا ماند. پس از پایان سال، او به رئال مادرید منتقل شد، باشگاهی که سه فصل در آن حضور داشت. در دو فصل اول حضورش، دروازه‌بان ثابت تیم بود اما در فصل آخر قراردادش، رامون انکیناس، خوزه بانیون را به وی ترجیح داد.
در پایان قراردادش با باشگاه مادریدی در ۲۸ نوامبر ۱۹۴۴، او با سلتاویگو قرارداد امضا کرد که در آن زمان در سگوندا دیویسیون بازی می‌کرد و موفق شد فصل بعد به لا لیگا صعود کند اما با ورود فرانسیسکو سیمون کالوت باز هم به نیمکت تیم نقل مکان کرد. در فصل ۱۹۴۷–۴۸ او نتایج بهتری را با سلتاویگو به دست آورد و به فینال کوپا دل ری رسید و در لیگ چهارم شد. او در مجموع ۶۰ بازی در ۹ فصل برای سلتاویگو انجام داد و سپس در سال ۱۹۵۴ بازنشسته شد.
وی در ۶ سپتامبر ۱۹۹۶ در سن ۸۱ سالگی درگذشت.